# Anatolij Aleksandrovič Sobčak
Anatolij Aleksandrovič Sobčak (in russo Анатолий Александрович Собчак?; Čita, 10 agosto 1937 – Svetlogorsk, 20 febbraio 2000) è stato un docente e politico russo, coautore della Costituzione della Federazione Russa e primo sindaco democraticamente eletto di San Pietroburgo. È noto per essere stato il mentore politico di Vladimir Putin e Dmitrij Medvedev.

## Biografia
Anatolij Sobčak nacque a Čita, SFSR russa, Unione Sovietica, il 10 agosto 1937. Suo padre, Aleksandr Antonovič, era un ingegnere ferroviario e sua madre, Nadežda Andreevna Litvinova, una contabile. Anatolij era uno dei quattro fratelli. Nel 1939, la famiglia si trasferì in Uzbekistan, dove Anatolij visse fino al 1953 prima di entrare nello Stavropol Law College. Nel 1954 si trasferì all'Università statale di Leningrado.
Dopo la laurea in Scienze giuridiche, lavorò per tre anni come avvocato a Stavropol', quindi nel 1962 tornò all'Università statale di Leningrado per un dottorato di ricerca; in seguito insegnò legge alla scuola di polizia di Leningrado e all'Istituto di tecnologia delle industrie della carta e della cellulosa di Leningrado (1965–1973). Dal 1973 al 1990 insegnò poi all'Università statale di Leningrado. Nel 1982 fu nominato Professore e Capo del Dipartimento di Common Law in Socialist Economics. Era molto popolare tra gli studenti di legge, soprattutto per i suoi commenti leggermente anti-governativi. Durante il suo lavoro presso l'università, stabilì stretti rapporti con Vladimir Putin.

### Legislatore
Nel 1989, dopo le leggi elettorali modificate durante la Perestrojka, fu eletto come candidato indipendente al Congresso dei deputati del popolo dell'Unione Sovietica. Era uno dei pochi deputati ad avere una formazione legale, quindi contribuì alla maggior parte delle leggi create dal 1989 al 1991. Divenne uno dei fondatori e co-presidente del Gruppo Interregionale dei Deputati insieme ad Andrej Sacharov e Boris El'cin. Fu anche presidente della Commissione parlamentare per le indagini sugli eventi del 9 aprile 1989 a Tbilisi: la Commissione condannò i militari, accusati di molte morti durante la dispersione dei manifestanti e la sua relazione rese più difficile l'uso della forza militare contro le manifestazioni civili in Russia.
Fu membro del Consiglio consultivo del presidente durante il mandato di Michail Gorbačëv contribuendo alla legislazione che proveniva dall'amministrazione presidenziale.
Dopo lo scioglimento dell'Unione Sovietica nel 1991, Sobčak non era un membro del Parlamento centrale ma era membro del Consiglio presidenziale di El'cin e il presidente dell'Assemblea costituzionale che preparò la Costituzione della Federazione Russa nel 1993. La costituzione è spesso chiamata informalmente "la costituzione di Sobčak", sebbene i suoi veri autori siano un po' meno conosciuti.

### Sindaco di San Pietroburgo
Nell'aprile 1990 Sobčak fu eletto deputato del consiglio comunale di Leningrado e in maggio divenne presidente del consiglio. Fin dall'inizio, la sua leadership fu caratterizzata da una tendenza fortemente autoritaria. Il Consiglio decise di cambiare la struttura del governo della città in modo da avere un sindaco eletto mediante elezioni dirette. La prima di queste elezioni del giugno 1991 fu accoppiata al referendum sul nome della città. Sobčak vinse le elezioni e la città votò per tornare al suo nome storico di San Pietroburgo. Il cambio di nome fu stabilito in una delle ultime sessioni del Congresso dei deputati del popolo dell'Unione Sovietica, tenutosi il 12 settembre 1991. Il cambiamento necessitava di un emendamento alla Costituzione dell'Unione Sovietica e il suo passaggio richiese molto impegno da parte di Sobčak.
Sobčak è stato sindaco di San Pietroburgo dal 1991 al 1996. Durante il suo mandato, la città diventò un luogo di eventi culturali e sportivi. La maggior parte del controllo quotidiano della struttura della città era gestito da due vice del sindaco: Vladimir Jakovlev e Vladimir Putin; i critici hanno in seguito parlato di deterioramento delle infrastrutture cittadine, crescente corruzione e criminalità durante questo periodo.
Nelle elezioni del sindaco del 1996, Sobčak si oppose al suo ex primo vice Vladimir Jakovlev, perdendo con un margine dell'1,2%. Il punto principale della campagna di Jakovlev era che il patrocinio di Sobčak per le arti (con i soldi della città) e il coinvolgimento nella politica federale gli avevano impedito di risolvere i veri problemi della città.

### All'estero
Nel 1997 iniziò un'indagine penale contro Sobčak. Fu accusato di irregolarità nella vendita del suo appartamento, di quello della figlia maggiore e dello studio d'arte della moglie. Per gli standard degli anni '90 in Russia, le accuse erano relativamente minori (sebbene le presunte perdite per le finanze cittadine fossero ancora nell'ordine delle decine di migliaia di dollari). Pertanto, i sostenitori di Sobčak videro il procedimento penale come una specie di repressione politica. Secondo Ksenija Sobčak, una figlia, questa campagna era stata avviata nel 1995 da Mosca per impedire a suo padre di candidarsi alle future elezioni presidenziali.
Per fuggire all'inchiesta penale, il 7 novembre 1997, Sobčak volò a Parigi su un aereo privato. Il motivo formale della sua partenza era un trattamento medico in un ospedale di Parigi per le sue condizioni cardiache, ma Sobčak non si presentò mai all'ospedale. Tra il 1997 e il 1999 visse come emigrato politico a Parigi. Nel giugno 1999 il suo amico Vladimir Putin, diventato molto più forte politicamente (in poche settimane era diventato il primo ministro della Russia), fu in grado di far cadere le accuse contro Sobčak. Il 12 giugno 1999 Sobčak tornò in Russia, diventando un sostenitore molto attivo di Putin nella sua campagna per la presidenza russa.

### La morte

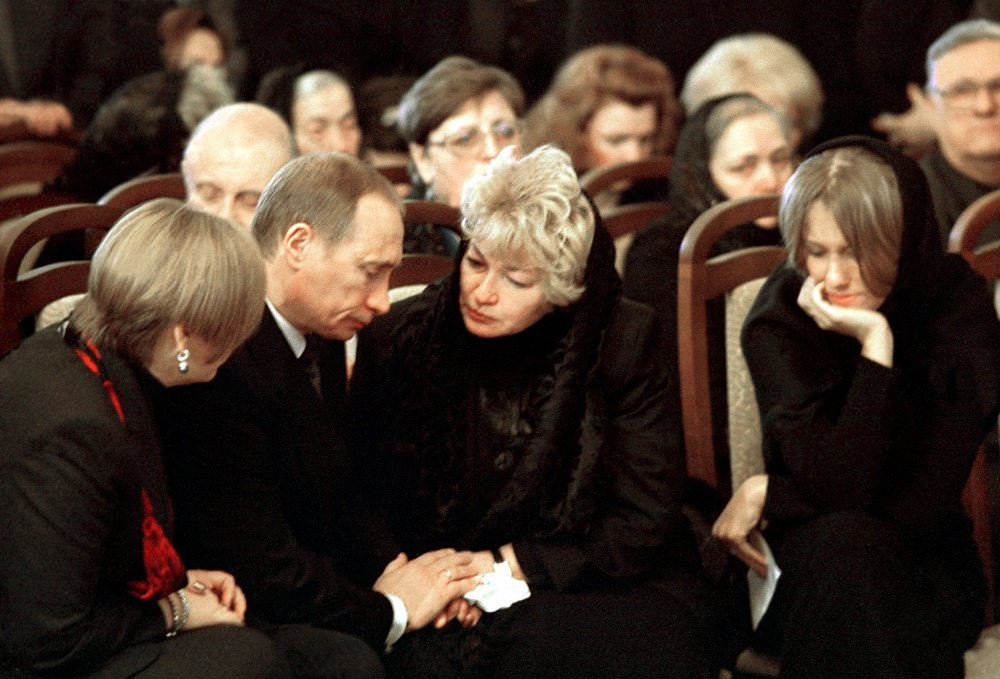
Ljudmila Putina, Vladimir Putin, Ljudmila Narusova e Ksenija Sobčak (da sinistra a destra) al funerale del principale mentore di Putin, Anatolij Sobčak nel 2000

Morì a seguito di un attacco cardiaco il 20 febbraio del 2000 mentre si trovava in tour per la campagna elettorale di Putin per le presidenziali. Tuttavia le circostanze della sua morte rimangono ambigue e versioni ufficiose affermano si sia trattato di un avvelenamento a seguito di alcuni "scandali" diplomatici che avevano coinvolto Sobčak durante la campagna elettorale dell'ex protetto. Fu sepolto nel cimitero di Nikolskoe presso il monastero di Aleksandr Nevskij a San Pietroburgo, vicino alla tomba di Galina Starovojtova. 

## Vita privata
Nel 1958 si sposò con Nonna Gandzjuk, studentessa. Ebbero una figlia di nome Maria nel 1965 (avvocato di San Pietroburgo) e un figlio, Gleb, nel 1983.
Nel 1980 si risposò con Ljudmila Narusova, a quel tempo studentessa di storia presso l'Accademia di cultura sovietica di Leningrado e in seguito parlamentare. Ebbero una figlia, Ksenija Sobčak, la più giovane candidata nella storia russa alle elezioni presidenziali del 2018.